# HELL:ium
「HELL:ium」（ヘリウム）は、日本の歌手・黒崎真音の3作目のシングル。

## 解説
初のトリプルA面シングル。映画『リアル鬼ごっこ3』『リアル鬼ごっこ4』『リアル鬼ごっこ5』の各主題歌を1枚のCDにパッケージした。黒崎は本作について「序盤（リアル鬼ごっこ3）の主題歌「鳴り響いた鼓動の中で、僕は静寂を聴く」と、中盤（同4）の「I'm still breathing...」では、そういう重たい感情や強い感情を表現しつつ、最終章（同5）の「Just believe.」では、優しいバラードの中にそれまでの物語の中で登場人物の間に芽生えた友情や恋心、人の暖かさを感じてもらえたらいいなという作り方をした」とコメントしている。

## 批評
CDジャーナル「ゴリゴリのヘヴィ・メタルから、エモーショナルなロック、そしてバラードまで、それぞれに異なるサウンドと歌の表情を楽しむことができる」と評した。

## 収録曲
（全作詞：黒崎真音）
1. 鳴り響いた鼓動の中で、僕は静寂を聴く [4:41]
作曲・編曲：a2c
Thenks Lab.配給映画『リアル鬼ごっこ3』主題歌
2. I'm still breathing... [5:06]
作曲・編曲：デワヨシアキ
Thenks Lab.配給映画『リアル鬼ごっこ4』主題歌
3. Just believe. [4:57]
作曲・編曲：デワヨシアキ
Thenks Lab.配給映画『リアル鬼ごっこ5』主題歌
4. 鳴り響いた鼓動の中で、僕は静寂を聴く -instrumental-
5. I'm still breathing... -instrumental-
6. Just believe. -instrumental-